# Ben Bulben
Le Ben Bulben (écrit également Benbulben) est une montagne située dans le comté de Sligo en république d'Irlande dans une région connue sous le nom de « pays de Yeats ».

## Géographie

### Topographie
Le Ben Bulben se dresse au nord de la baie de Sligo, en Irlande. Ce relief tabulaire se dresse à 526 mètres au-dessus de la plaine côtière.

### Géologie

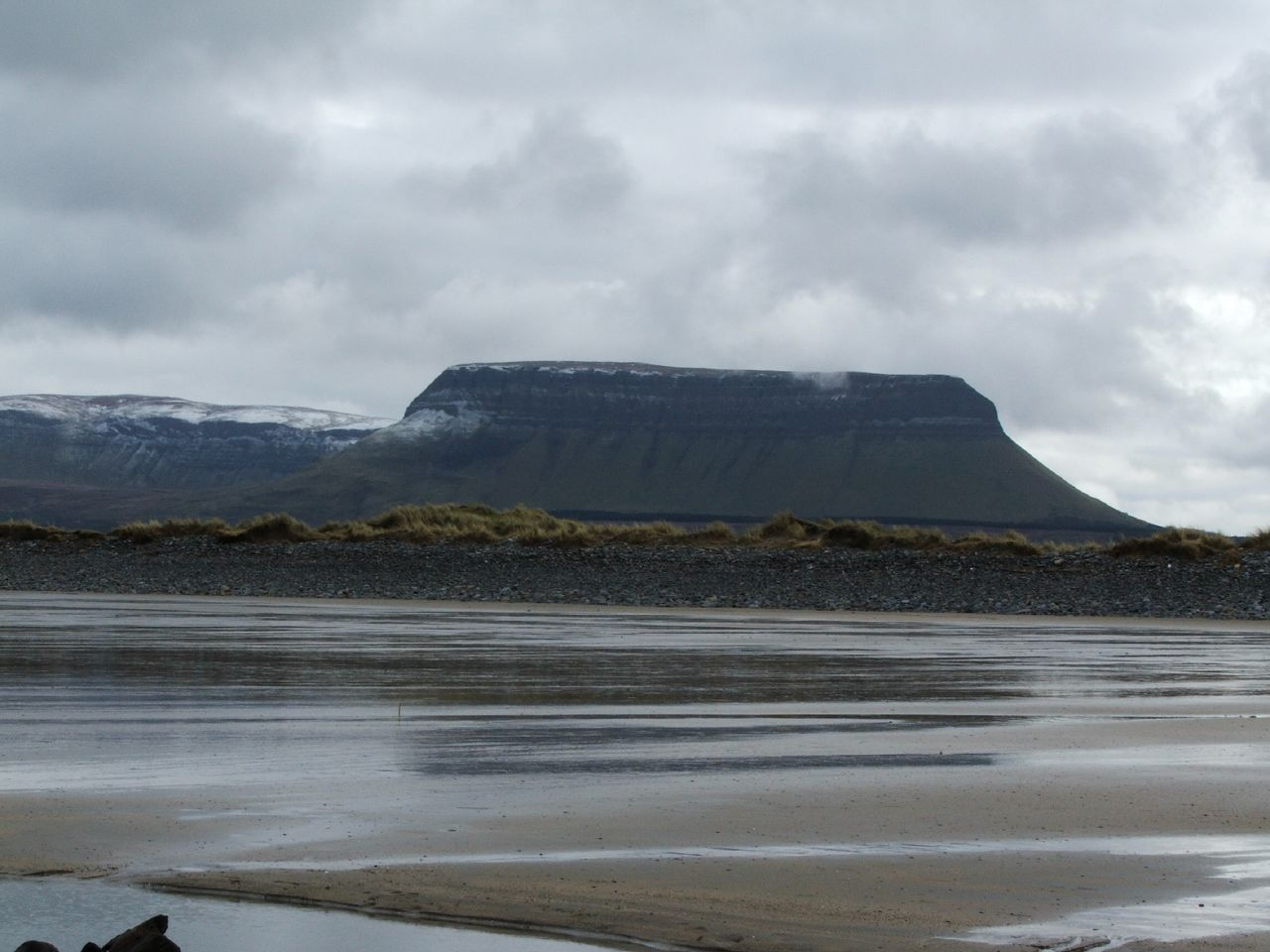
Vue depuis Streedagh Beach, à Grange.

Localisé à l'extrémité ouest des monts Dartry, le Ben Bulben s'est formé pendant la période glaciaire, lorsque de grandes parties de la terre étaient sous les glaciers. À l'origine, c'était simplement une grande arête rocheuse. Il est surmonté de roches d'époque Carbonifère, soulevées par des mouvements tectoniques plus récents. Ses bordures ont été érodées par les glaces au cours de l'époque Quaternaire en laissant un grand ben (nom irlandais), maintenant appelé Ben Bulben.
La corniche sommitale, de 300 mètres environ d'épaisseur, est constituée de calcaires massifs qui surmontent des schistes noirs dont l'érosion a façonné les pentes plus douces de la base du relief.

## Aspects culturels et touristiques

### Culture
La poésie célèbre, Under Ben Bulben, écrit par William Butler Yeats, qui a donné son nom à la région, est principalement une description du pays de Yeats.
Dans le cycle Fenian de la mythologie irlandaise, Ben Bulben est l'un des terrains de chasse des Fianna, une bande de mercenaires servant l'Ard ri Érenn. La montagne est notamment le lieu où Diarmuid Ua Duibhne, piégé par Fionn Mac Cumhaill, meurt après avoir été blessé au cœur par la défense d'un sanglier.

### Escalade du Ben Bulben
Si escalader par la face nord est dangereux, c'est parce que ce côté soutient le choc des vents forts venant de l'océan Atlantique. En revanche, l'escalade par le côté sud est facile.